# Привільненська сільська рада (Волноваський район)
| Привільненська сільська рада — колишній орган місцевого самоврядування у Волноваському районі Донецької області з адміністративним центром у с. Привільне. Сільській раді підпорядковані населені пункти: - с. Привільне |

## Склад ради
Рада складається з 12 депутатів та голови.

## Керівний склад сільської ради
| ПІБ                    | Основні відомості                                                         | Дата обрання | Дата звільнення |
| ---------------------- | ------------------------------------------------------------------------- | ------------ | --------------- |
| Злидін Василь Іванович | Сільський голова, 1965 року народження, освіта, безпартійний              | 26.03.2006   | 31.10.2010      |
| Злидін Василь Іванович | Сільський голова, 1965 року народження, освіта вища, член Партії регіонів | 31.10.2010   |                 |

Примітка: таблиця складена за даними джерела